# Georges Aperghis
Georges Aperghis (en grec moderne : Γιώργος Απέργης) est un compositeur de musique contemporaine franco-grec, né le 23 décembre 1945 à Athènes.

## Biographie
Né dans une famille d'artistes (son père, Achilleas Aperghis, est sculpteur et sa mère est peintre), Georges Aperghis s'installe à Paris en 1963. Il s'essaie au sérialisme du Domaine musical, à la musique concrète de Pierre Schaeffer et de Pierre Henry, aux recherches de Iannis Xenakis (dont il s'inspire dans ses premières œuvres), puis en 1970, il décide d'approfondir un langage plus libre et plus personnel.
Il explore le son de la parole d'une manière originale : intéressé particulièrement par le théâtre musical (sa première pièce, La Tragique Histoire du nécromancien Hiéronimo et de son miroir, date de 1971) ; des œuvres comme De la nature de l'eau, Jacques le fataliste ou Histoire de loup « ont accumulé chausse-trapes et double-sens, et agencé malicieusement des labyrinthes de discours superposés et d'actions simultanées, afin de chasser l'évidence rationnelle, de brouiller les codes ou de détourner l'attention ».
En 1976, il crée à Bagnolet avec sa femme, la comédienne et actrice Édith Scob (1937-2019), l'Atelier de théâtre et musique (ATEM), consacré au théâtre musical où il renouvelle complètement sa pratique de compositeur : il fait appel à des musiciens comme Jean-Pierre Drouet aussi bien qu'à des comédiens tels que Michael Lonsdale, intègre dans ses pièces tous les ingrédients vocaux, instrumentaux, gestuels, scéniques, en les traitants de façon identiques.
Il compose également des pièces pour instruments seuls, des œuvres de musique de chambre, vocales, pour orchestre, et des opéras.
C'est d'ailleurs dans l'opéra qu'il réalise la synthèse de son travail : ici le texte est l'élément fédérateur et déterminant, la voix, le principe vecteur de l'expression. Il a composé sept ouvrages lyriques. Son œuvre est ainsi résumée par Georges Aperghis lui-même : « faire musique de tout ».                
Il écrit, entre autres, Récitations en 1978 (pour Martine Viard) et Machinations en 2000. Ces œuvres vocales, très emblématiques de sa manière, s'appuient essentiellement sur une combinatoire virtuose de phonèmes. L'écriture se caractérise par une grande vitesse, des répétitions et des accumulations, une haute pression rythmique. Elles sollicitent la participation créative de l'interprète et s'accommodent bien d'une grande versatilité de modes vocaux. Une langue imaginaire s'y invente, ambiguë et souvent drôle, qui évoque une origine de la langue, une sorte de fureur énonciative préalable au sens. Dans le même esprit, il compose Le Corps à corps pour zarb soliste, intervenant aussi avec la voix (onomatopées et textes) dédiée à Jean-Pierre Drouet, c'est une des pièces pour zarb les plus jouées, notamment par François Bedel, Pablo Cueco ou Françoise Rivalland.
Georges Aperghis est compositeur en résidence du conservatoire à rayonnement régional de Strasbourg et du Festival Musica en 1996 et 1997. Il tint une conférence en septembre 2022, à l'occasion du Festival Musica.
Il reçoit le Grand Prix en composition musicale de l'Académie des beaux-arts en 2024.

## Œuvres

### Compositeur
- Il gigante golia (1975/1990) pour voix et orchestre.
- Histoire de loups (1976), opéra.
- L'Aveugle de Bagnolet et Marchand de plaisir, marchand d'oublies (1977), théâtre musical, Festival d'Avignon, Théâtre national de Chaillot.
- La Poupée Nina (1977), théâtre musical, Festival d'Avignon.
- Récitations (1977-1978) pour voix seule.
- L'Écharpe rouge (1984), roman-opéra d'Alain Badiou, musique Georges Aperghis, mise en scène Antoine Vitez, Opéra de Lyon, Festival d'Avignon, Théâtre national de Chaillot.
- Conversations (1985), mise en scène de l'auteur.
- Cinq Couplets (1988) pour voix et clarinette basse.
- Triangle carré (1989) pour quatuor à cordes et 3 percussionnistes.
- Simulacre (1991-1995) série de 4 pièces pour voix et petit orchestre de chambre.
- Sextuor (1992) Opéra pour 5 voix de femme et violoncelle.
- Die Hamletmaschine-oratorios (2000) pour chœur et orchestre. Prix Charles-Cros 2002
- Avis de tempête (2005), opéra pour ensemble de chambre et électronique. (Lien: https://www.youtube.com/watch?v=QOwVBnr4Aso )
- Seul à seuls (2006) concert-installation pour et par le Quatuor Hêlios. Production CCAM Festival Musique Action, Cumulus Festival Why Note, Festival Musica.
- Les Boulingrin (2010), commande de l'État et de l'Opéra Comique, sur une pièce de Courteline créé en mai 2010 à l'Opéra Comique.
- Trio Funambule (2014)

### Compositeur et metteur en scène
- 1986 : La Tour de Babel, Détails d'après Patricia Buzzi, Festival d'Avignon.
- 1988 : Énumérations de Georges Aperghis, Théâtre national de Strasbourg, théâtre Paris-Villette.
- 1990 : Jojo de Philippe Minyana, Théâtre national de Strasbourg, théâtre Paris-Villette.
- 1991 : Portevoix de Georges Aperghis, théâtre de Nice.
- 1992 : H Litanie musicale et égalitaire de Georges Aperghis, théâtre Nanterre-Amandiers.
- 1996 : Commentaires de Philippe Minyana, Festival d'Avignon.
- 2010 : Tourbillons d'Olivier Cadiot, musique et mise en scène Georges Aperghis, théâtre du Rond-Point.

## Distinctions
- 1994 : Prix Musique de la SACD
- 2011 : Prix Mauricio Kagel[4]
- 2018 : Grand Prix de la SACD
- 2024 : Grand Prix en composition musicale de l'Académie des beaux-arts

### Discographie
- Machinations, Label Accord, 2005. Cat. No. - 4729162. (10 titres, 51 min 37. Enregistrement : IRCAM-Centre Pompidou, Paris, France, juin 2000. Avec : Sylvie Levesque, Donatienne Michel-Dansac, Sylvie Sacoun, Geneviève Strosser (voix), Olivier Pasquet (ordinateur).
- Tingel tangel / jactations, Production CCAM, Musique Française d'aujourd'hui, (24 titres,  57 min 36. Enregistrement : Théâtre de la manufacture, lors du 20e festival Musique action, Nancy, Vandœuvre-lès-Nancy, 2003. Avec : Frédéric Daverio (accordéon), Françoise Rivalland (Percussions), Valérie Philippin (soprano), Lionel Peintre (baryton).